# Веснина, Елена Сергеевна
Еле́на Серге́евна Веснина́ (род. 1 августа 1986, Львов) — российская теннисистка, заслуженный мастер спорта. Олимпийская чемпионка 2016 года в паре с Екатериной Макаровой, серебряный призёр Олимпийских игр 2020 года в миксте с Асланом Карацевым; победительница трёх турниров Большого шлема в парном разряде (Открытый чемпионат Франции-2013, Открытый чемпионат США-2014, Уимблдонский турнир-2017) и одного турнира в миксте (Открытый чемпионат Австралии-2016); 12-кратная финалистка турниров Большого шлема (восемь раз — в женском парном разряде и четырежды — миксте); победительница Итогового турнира WTA (2016) в парном разряде; победительница 22 турниров WTA (из них три в одиночном разряде); бывшая первая ракетка мира в парном разряде; двукратная обладательница Кубка Федерации (2007, 2008) в составе сборной России.

## Биография
Родители Сергей и Ирина (учитель). Есть младший брат Дмитрий, также профессионально игравший в теннис. В ноябре 2015 вышла замуж за бизнесмена Павла Табунцова.
20 ноября 2018 года родила дочь Елизавету. 26 мая 2023 года родила дочь Анну.
Первые шаги в теннисе Веснина сделала в семь лет. Первый тренер — Юдкин Юрий Васильевич.

### Начало карьеры
Юниорская карьера включила в себя несколько побед на относительно значимых турнирах: в 2002 году 16-летняя теннисистка в паре с соотечественницей Алисой Клейбановой выиграла юниорский турнир в Москве Кубок Озерова, а несколько месяцев спустя в составе национальной сборной дошла до финала юниорского Кубка Федерации. Через год Веснина на чемпионате Европы дошла до полуфинала одиночного турнира и сыграла в финале в парах. Карьера россиянки в юниорском туре завершилась летом 2004 года. На своём единственном турнире Большого шлема в этой возрастной группе дошла до четвертьфинала одиночного турнира, где уступила будущей чемпионке — болгарке Сесиль Каратанчевой. Самое высокое место в рейтинге было 116-е.
К 2002 же году относятся и первые турниры во взрослом туре: Веснина провела пару 10-тысячников из цикла ITF в Египте, выиграв на них свои первые матчи. Через год, четырежды дойдя до финалов соревнований женского тура ITF (два из них выиграла), Веснина впервые поднялась в число трёхсот ведущих теннисисток мира. В парном разряде за 2003 год она выиграла три 10-тысячника ITF. В ноябре 2004 года впервые в карьере пробилась в основу турнира WTA — в Квебеке. Три раза дошла до финалов турниров женского тура ITF и три раза брала титул, в том числе и на 50-тысячнике в Марселе в паре с Шахар Пеер.
В 2005 году серия успешных турниров во время европейской грунтовой серии позволила Весниной в июле войти в число двухсот сильнейших теннисисток мира, а полтора месяца спустя впервые сыграть в квалификации на взрослый турнир Большого шлема: в Открытый чемпионат США. До конца сезона Веснина сыграла несколько полуфиналов ITF и впервые вышла в четвертьфинал WTA-тура, пройдя туда на турнире в Ташкенте. В ноябре повторила этот результат на турнире в Квебеке, где в парном разряде завоевала свой первый трофей в основном туре. Веснина в паре с соотечественницей Анастасией Родионовой победила на этом зальном турнире. В этом же сезоне были одержаны первые победы над игроками топ-100 и к началу нового года она обосновалась на 106-й строчке одиночного рейтинга.

### 2006—2007
В начале 2006 года Веснина на своём дебютном турнире Большого шлема в основной сетке — в Австралии воспользовалась благоприятной сеткой и прошла в четвёртый круг, где уступила соотечественнице Надежде Петровой. Заработанных очков хватило на то, чтобы отыграть в рейтинге более двадцати позиций и впервые подняться на 74-ю строчку одиночного рейтинга. В феврале Веснина сыграла в парном финале турнира в Бангалоре в дуэте с Анастасией Родионовой. В дальнейшем Веснина добилась третьих кругов на престижных соревнованиях в Майами (и победы над 11-й ракеткой мира Франческой Скьявоне), Амелии-Айленде и четвертьфинала на небольшом турнире в Страсбурге, что позволило ей отыграть в рейтинге ещё десяток позиций. На дебютном в основе Открытом чемпионате Франции Веснина прошла в четвертьфинал в парном разряде совместно с Анной Чакветадзе.
Во время летнего отрезка лишь единожды на семи турнирах между Ролан Гаррос и Открытым чемпионатом США Веснина покинула турнир уже после первого круга. В июле она дебютировала в составе сборной России в розыгрыше Кубка Федерации, сыграв парный матч с Чакветадзе. В сентябре их альянс добился выхода в парный финал турнира в Пекине. Набранных очков хватило Весниной на то, чтобы подняться до 44-й позиции в одиночном рейтинге по итогам сезона.
В 2007 году Веснина удерживалась в рейтинге в середине первой сотни. На первом для себя турнире в сезоне в Голд-Косте она добралась до 1/4 финала. На следующем турнире в Хобарте выиграла парный приз в команде с опытной соотечественницой Еленой Лиховцевой. Их дуэт в 2007 году смог ещё дважды выйти в финал: в феврале в Антверпене и в мае в Варшаве. В конце мая Елена вышла в четвертьфинал в Страсбурге. На Уимблдонском турнире Веснина впервые доиграла до третьего раунда.
В июле Веснина сыграла в 1/4 финала турнира в Цинциннати, а в августе вышла в полуфинал в Форест-Хилсе, где её остановила Виржини Раззано. В сентябре участвовала в победе сборной России в Кубке Федерации, сыграв один матч (который уже ничего не решал, так россиянки досрочно победили) в финале против сборной Италии. В октябре вышла в следующий полуфинал на турнире в Ташкенте, но на пути в решающей матч уступила Виктории Азаренко. В парах серия стабильных выступлений позволила, в какой-то момент, подняться в топ-30 рейтинга.

### 2008—2009

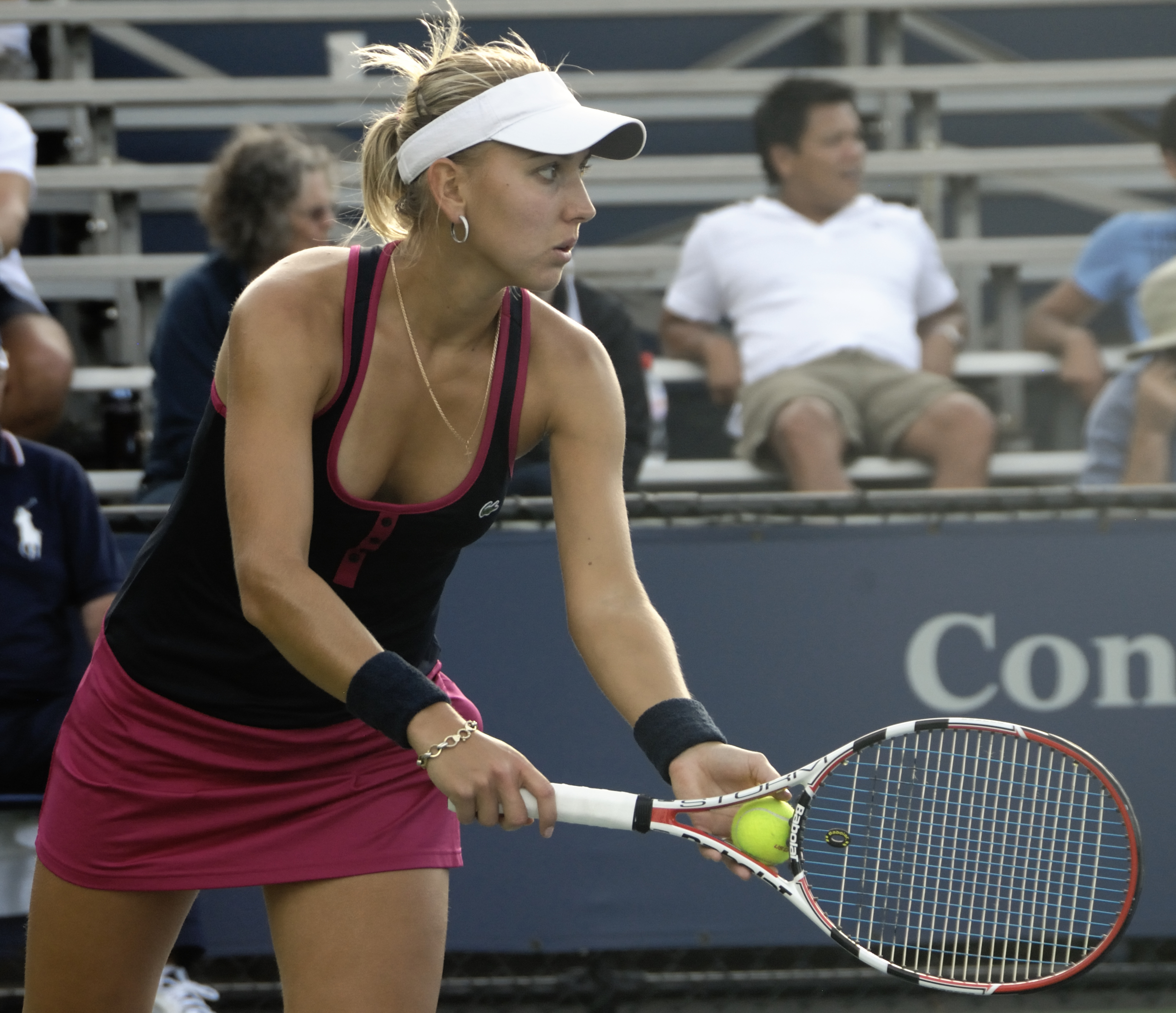
Елена на Открытом чемпионате США-2009.

На старте 2008 года Веснина сыграла в четвертьфинале турнира в Хобарте. На Открытом чемпионате Австралии она вышла в третий раунд, где проиграла итоговой чемпионке Марии Шараповой. В марте на турнире 1-й категории в Майами прошла в четвёртый раунд уже в одиночном разряде. В дальнейшем Веснина лишь раз вышла в четвертьфинал в октябре на зальном турнире в Линце.
В парном разряде в марте в альянсе с Динарой Сафиной она выиграла парные соревнования на турнире 1-й категории в Индиан-Уэлсе. В апреле с Викторией Азаренко достигла финала в Амелия-Айленде и полуфинала в Чарлстоне. Ещё одного финала она достигла в июле в команде с Верой Звонарёвой на турнире в Станфорде. На Олимпийском турнире в Пекине сыграла в паре со Звонарёвой и смогла дойти до четвертьфинала, проиграв в нём сёстрам Уильямс, которые взяли золото той Олимпиады. К концу года Веснина впервые вошла в число двадцати сильнейших парниц мира.
В сентябре 2008 года Веснина второй год подряд стала обладательницей Кубка Федерации и сыграла один парный матч в финале против сборной Испании.
В межсезонье россиянка начала работать с новым тренером — Андреем Чесноковым. На первом же совместном турнире 2009 года — в Окленде — она вышла в финал, обыграв Каролину Возняцки (в 1/4 финала), но уступив в дебютном в туре титульном матче в одиночках Елене Дементьевой — 4:6, 1:6. В феврале на турнире в Дубае во втором раунде Веснина впервые обыграла теннисистку из топ-10 — Светлану Кузнецову (№ 7) — 6:4, 3:6, 6:0. Далее вышла в четвертьфинал, обыграв Доминику Цибулкову.
В апреле 2009 года на грунте в Понте-Ведра-Бич Веснина вышла в полуфинал, а в Чарлстоне в четвертьфинал и вернулат себе место в числе пятидесяти сильнейших теннисисток мира. На Открытом чемпионате Франции в союзе с Викторией Азаренко она вышла в первый финал на Больших шлемах. В финале против испанок Вирхинии Руано Паскуаль и Анабель Медины Гарригес уступили 1:6, 1:6.
Травяной сезон принёс Весниной повторение лучшего результата на турнирах Большого шлема — на кортах Уимблдона она сыграла в четвёртом круге. Во второй половине года россиянка вышла в августе в финал в Нью-Хейвене, в котором проиграла Каролине Возняцки 2:6, 4:6. На Открытом чемпионате США Веснина доиграла до третьего раунда, а в парном разряде смогла выйти в четвертьфинал в дуэте с Марией Кириленко. По итогам года она 24-я ракетка мира в одиночном и 22-я в парном рейтингах.

### 2010—2011

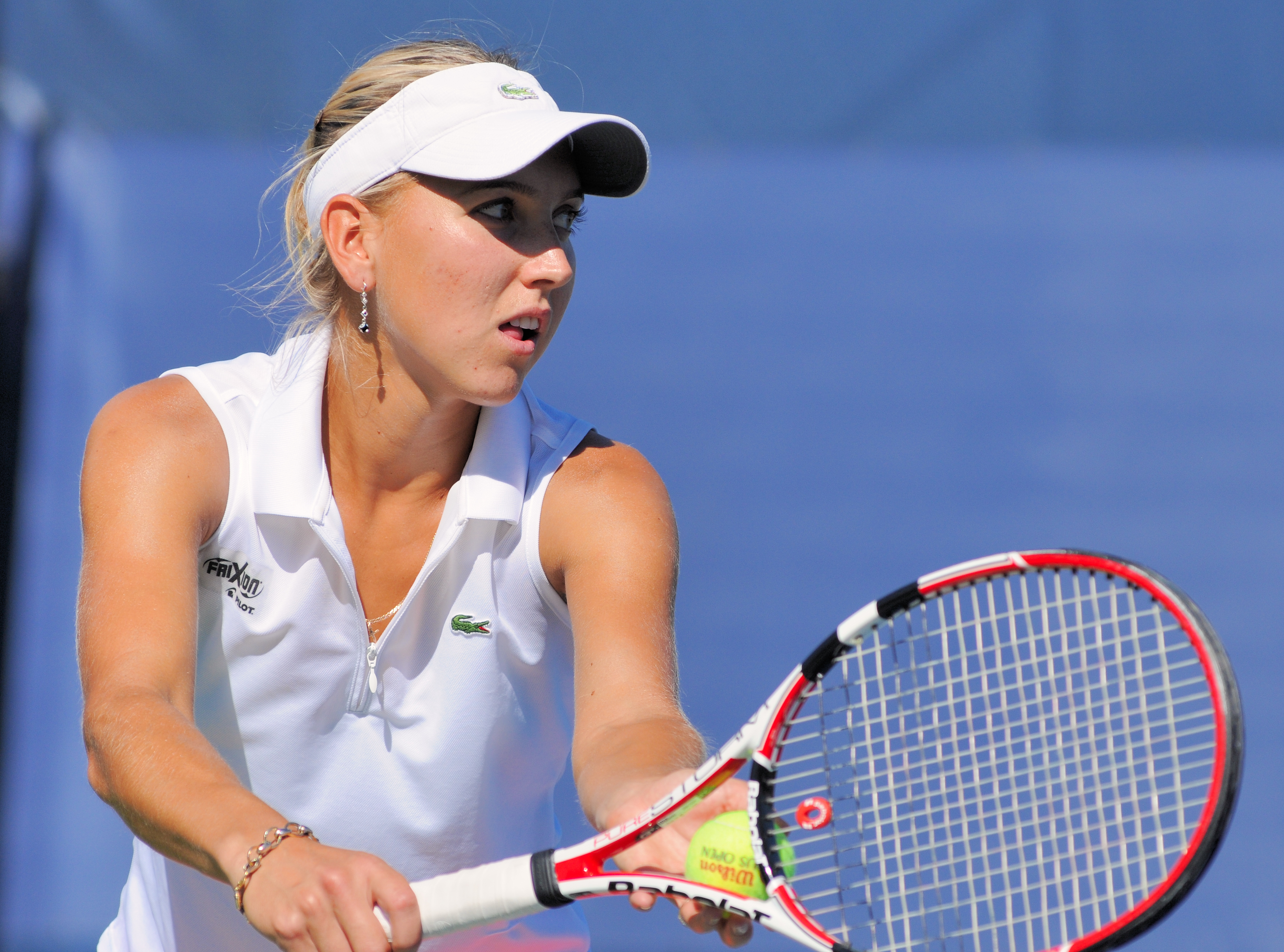
Елена на Открытом чемпионате США-2010.

В 2010-м году Чесноков постепенно прекратил сотрудничество с Весниой, что сказалось на одиночных результатах: на Открытом чемпионате Австралии началась серия из шести турниров Большого шлема, где Веснина уступала уже в первом круге. На соревнованиях регулярного сезона периодически выдавала длительные безвыигрышные серии. Первого полуфинал в сезоне Веснина сыграла в апреле на турнире в Понте-Ведра-Бич. Сменив за год несколько партнёрш по парному разряду, она добилась наибольших успехов в летний период (вместе с Верой Звонарёвой). С ней Веснина сыграла в финале Уимблдонского турнира, в котором россиянки проиграли Ване Кинг и Ярославе Шведовой со счётом 6:7(6), 2:6.
После Уимблдона Веснина вышла в финал в одиночках на турнире в Стамбуле, в котором проиграла ещё одной россиянке Анастасией Павлюченковой — 7:5, 5:7, 4:6. Веснина вышла в паре со Звонарёвой в четвертьфиналы турнира в Монреале и на Открытом чемпионате США. В сентябре Веснина сыграла во втором одиночном финале в сезоне на турнире в Ташкенте, проиграв Алле Кудрявцевой (4:6, 4:6). По итогам сезона она заняла 53-е место в одиночной классификации, а в парных соревнованиях третий год подряд удержала место в топ-30. В 2010 году Веснина в миксте в паре с израильтянином Энди Рамом вышла в четвертьфинал в Австралии.
В 2011 году постоянной партнёршей стала Саня Мирза, а в миксте — сначала Махеш Бхупати, затем Леандер Паес. Веснина и Мирза в Индиан-Уэлсе завоевали свой первый совместный титул. В апреле выиграли приз на турнире в Чарлстоне. Там же Веснина дошла до финала в одиночном разряде, где проиграла Каролине Возняцки 2:6, 3:6. В мае россиянка вошла в топ-10 парного рейтинга. На Открытом чемпионате Франции Веснина в дуэте с Мирзой в финале проиграли чешской паре Андреа Главачкова и Луция Градецкая — 4:6, 3:6.
На Уимблдонском турнире 2011 года пара дошла до полуфинала, в миксте Веснина в финале с Бхупати, уступила Юргену Мельцеру и Ивете Бенешовой 3:6, 2:6. С Паесом вышла в полуфинал на Открытом чемпионате США, в котором они не сыграла из-за травмы партнёра. Из-за проблем с коленом у Мирзы, обозначившихся ближе к осени и вызвавших операцию, девушки не смогли побороться за попадание на Итоговый турнир в парном разряде. Веснина сыграла несколько турниров с другими партнёршами: наиболее удачным стало сотрудничество с новозеландкой Мариной Эракович — девушки победили на зальных соревнованиях в Линце. На Кубке Кремля в Москве Веснина вышла в полуфинал. В конце сезона сыграла в финале Кубка Федерации. Она провела в паре с Марией Кириленко решающий матче финала турнира, в котором проиграла чешкам Квете Пешке и Луции Градецкой.

### 2012—2013

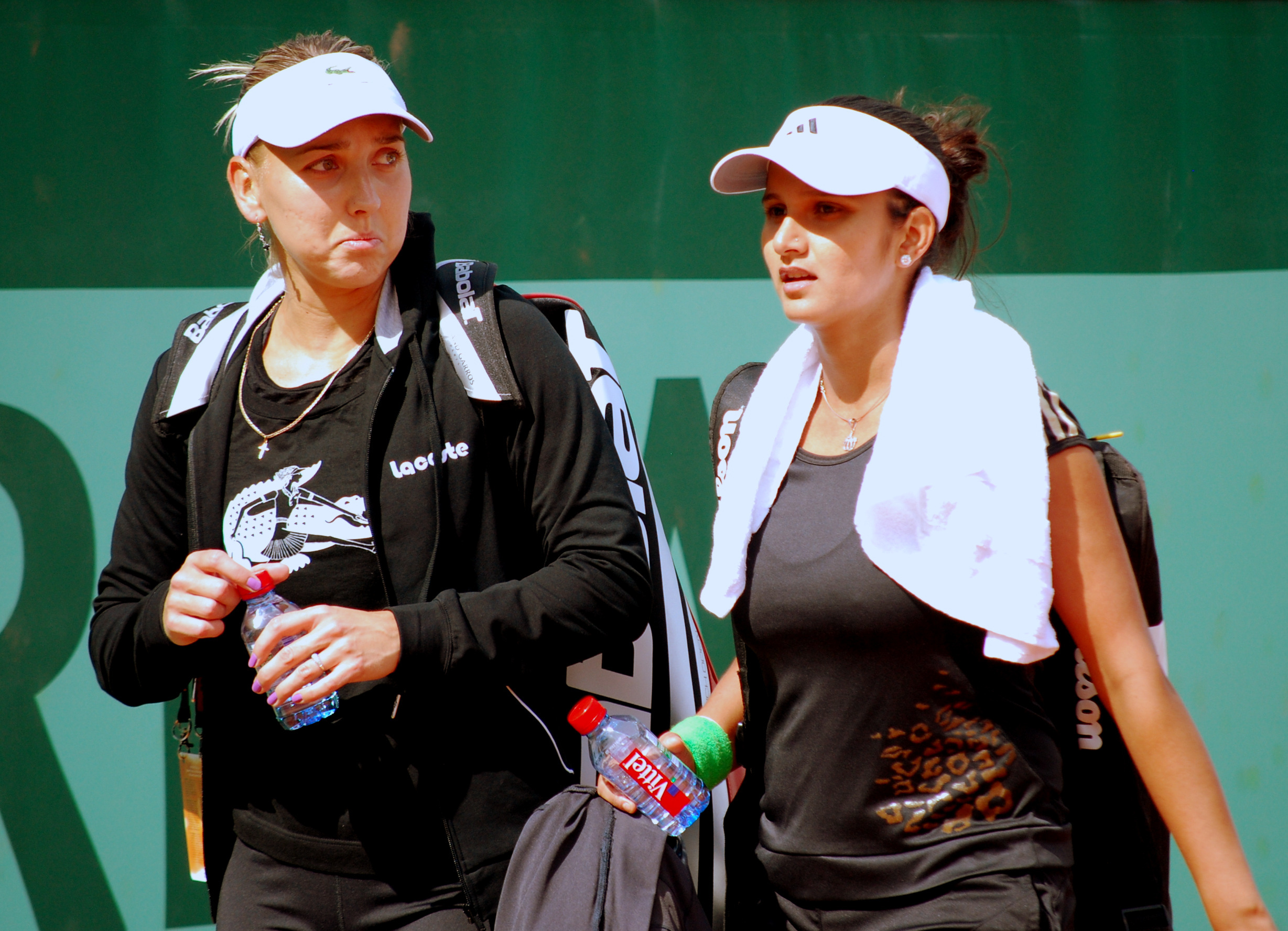
Веснина и Саня Мирза.

В межсезонье Веснина стала сотрудничать с Андреем Ольховским. Сезон начала с четвертьфинала на соревнованиях в Окленде, после чего на следующих четырёх турнирах выиграла лишь один сет. В парном разряде во время австралазийской серии с Мирзой дошла до полуфиналов в Окленде и на Открытом чемпионате Австралии, где обыграли первую пару мира Реймонд / Хубер). Благодаря этим результатам Веснина впервые поднялась на восьмую строчку парного рейтинга. В миксте Веснина дошла до финала, где в альянсе с Паесом на решающем тай-брейке уступила паре Маттек-Сандс / Текэу 3:6, 7:5, [3:10]. Во время зимне-весеннего хардового сезона пара Мирза / Веснина дважды cыграла в финалах в Дубае и Индиан-Уэлсе, оба раза уступая паре Хубер / Реймонд. Вскоре после начала грунтового сезона пара распалась.
В апреле Веснина решила прекратить сотрудничество с Ольховским и тренироваться в одиночку при помощи отца. В начале мая Веснина дошла до первого за год финала одиночного турнира WTA в Будапеште, где проиграла Саре Эррани 5:7, 4:6. Для Весниной этот финал стал шестым в туре за карьеру и во всех она терпела поражение.
В дуэте с Екатериной Макаровой дошла до финалов крупных соревнований в Мадриде и Риме. Оба раза девушки уступали паре Роберта Винчи и Сара Эррани. Накануне Ролан Гарроса Веснина впервые в карьере поднялась на 7-ю строчку парного рейтинга, а на самом турнире пара вышла вышли в четвертьфинал. Также они выступили и на Уимблдоне. В миксте на этих турнирах Веснина сыграла в партнёрстве с Паесом. На Открытом чемпионат Франции они дошли до полуфинала, а на Уимблдоне уступили в финале американской команде Майк Брайан и Лиза Реймонд — 3:6, 7:5, 4:6.
На Олимпийском турнире 2012 года в Лондоне Веснина и Макарова выступили в парном разряде и доиграли до четвертьфинала, уступив дуэту Лиза Реймонд и Лизель Хубер из США, а в миксте Веснина с Михаилом Южным выбыла уже в первом раунде. На Открытом чемпионате США лучше всего россиянка выступила в миксте, где вышла в четвертьфинал в команде с Паесом. Осенью Веснина на крупном соревновании в Пекине вышла в третий раунд. В парном разряде с Макаровой она выиграла титул. Следующий совместный титул они завоевали на домашнем турнире в Москве. После этого Веснина сыграла в одиночках на турнире более младшего цикла ITF — 100-тысячнике в Пуатье, где добралась до финала, завершив сезон на 69-м месте в одиночках и 9-м в парах.
В межсезонье было возобновлено сотрудничество с Андреем Чесноковым. На первом турнире 2013 года в Окленде Веснина дошла до четвертьфинала; а на втором в Хобарте с седьмой попытки выиграла в финале WTA и завоевала первый в карьере одиночный титул в основном туре, переиграв в финале Мону Бартель (6:3, 6:4). Следом Веснина на австралийском турнире Большого шлема обыграла двух сеянных соперниц, добралась до четвёртого круга, уступив будущей чемпионке Виктории Азаренко. В парном розыгрыше совместно с Макаровой она вышла в полуфинал. В феврале сыграла в 1/4 финала турнира в Паттайе. В марте Веснина и Макарова стали чемпионками в парах турнира в Индиан-Уэлсе. Также они помогли сборной России пробиться в финал |Кубка Федерации (выиграв решающие матчи у японок и словачек).
В апреле 2013 года Веснина вышла в четвертьфинал на грунте в Оэйраше, где на решающем тай-брейке проиграла будущей чемпионке Анастасии Павлюченковой. На Открытом чемпионате Франции партнёрство Весниной и Макаровой принесло первый совместный титул Большого шлема. Россиянки за шесть матчей не проиграли ни сета, а в финале оказались сильнее итальянской пары Роберта Винчи и Сара Эррани, которая имела первый номер посева на турнире. После победы в Париже Макарова поднялась на 7-е место в парном рейтинге.
| Стадия  | Соперницы (посев)                          | Счёт       |
| 1 раунд | Мэллори Бердетт Слоан Стивенс              | 6-1 6-3    |
| 2 раунд | Нина Братчикова Тамарин Танасугарн         | 6-1 6-4    |
| 3 раунд | Мирьяна Лучич-Барони Елена Янкович         | 7-6(3) 6-4 |
| 1/4     | Галина Воскобоева Кристина Младенович (10) | 6-4 6-1    |
| 1/2     | Андреа Главачкова Луция Градецкая (2)      | 6-4 7-5    |
| Финал   | Роберта Винчи Сара Эррани (1)              | 7-5 6-2    |

Июньский травяной отрезок сложился результативно и в одиночном разряде: переиграв в том числе Ану Иванович (в первом раунде) и Ли На (в 1/4 финала) россиянка выиграла второй в сезоне титул: в Истборне. В решающем матче она победила теннисистку из квалификации Джейми Хэмптон 6:2, 6:1. Позже летом Веснина приняла участие в Универсиаде, а в протур вернулась во время US Open Series, где отметилась рядом локальных побед, взяв верх над Анжеликой Кербер и Винус Уильямс. На Открытом чемпионате США с Макаровой она вышла в четвертьфинал в женской паре.
Осенью 2013 года Веснина ухудшила свои результаты, но полученный в первой половине года запас очков позволил ей сохранить место в топ-30 и отобраться на Турнир чемпионок в Софии, где она не смогла выйти из группы на предварительной стадии, несмотря на две победы из трёх. В концовке сезона Веснина и Макарова дебютировали на Итоговом турнире, где россиянки второй раз за три матча в том году переиграли Винчи и Эррани, но в матче за титул уступили альянсу Се Шувэй и Пэн Шуай (4:6, 5:7), вскоре возглавившим рейтинг. Веснина по итогам 2013 года обновила лучшие достижения в рейтинге, финишировав на 25-м месте в одиночном и 5-м в парном рейтингах.

### 2014—2015
После подъёма в рейтинге за год до этого в сезоне-2014 Веснина вновь заметно опустилась в одиночной классификации: из-за локальных проблем со здоровьем россиянка утратила прошлогоднюю игровую форму и в первой половине сезона лишь раз смогла в рамках одного турнира выиграть сразу три матча в основной сетке. В парном же разряде она продолжила успешное сотрудничество с Макаровой. В январе на Открытом чемпионате Австралии россиянки прошли в финал, выиграв несколько сложных матчей (например победа в четвертьфинале против Главачковой и Шафаржовой была добыта лишь на тай-брейке решающего сета). В титульном матче у них взяли реванш за прошлогоднее поражение в финале Ролан Гаррос итальянки Роберта Винчи и Сара Эррани (4:6, 6:3, 5:7). В феврале Веснина сыграла в четвертьфинале в одиночках на небольшом турнире в Паттайе. Веснина и Макарова в марте вышли в парный финал на крупном турнире в Майами, где россиянки уступили титульный матч Сабине Лисицки и Мартине Хингис.
В начале мая 2014 года на грунте в Оэйраше Веснина единственный раз в сезоне вышла в полуфинал в одиночках. Лучший результат в сезоне на Больших шлемах — третий раунд Открытого чемпионата США. Макарова и Веснина в США переиграли сестёр Уильямс в четвертьфинале, в финале выиграли у Флавии Пеннетты и Мартины Хингис и взяли свой второй совместный Большой шлем в карьере.
| Стадия  | Соперницы (посев)                    | Счёт           |
| 1 раунд | Даниэла Гантухова Франческа Скьявоне | 6-2 6-4        |
| 2 раунд | Катажина Питер Петра Цетковская      | 6-4 6-1        |
| 3 раунд | Ваня Кинг Лиза Реймонд               | 6-3 6-7(4) 6-2 |
| 1/4     | Винус Уильямс Серена Уильямс         | 7-6(5) 6-4     |
| 1/2     | Кимико Датэ-Крумм Барбора Стрыцова   | 7-5 6-3        |
| Финал   | Флавия Пеннетта Мартина Хингис       | 2-6 6-3 6-2    |

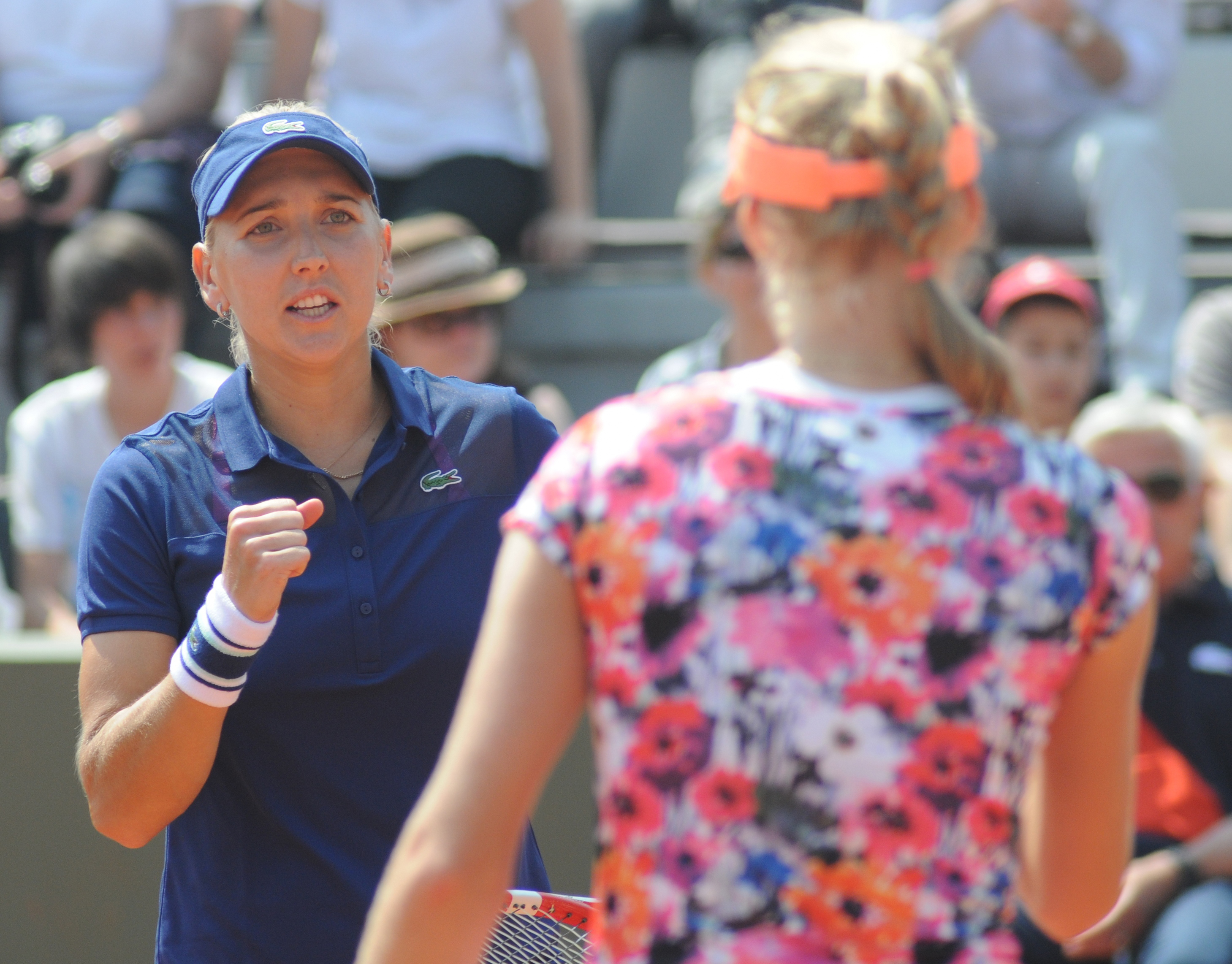
Веснина и Макарова на Ролан Гаррос 2014 года.

В 2015 году лишь трижды за сезон Веснина выиграла в основных сетках более одного матча и к концу года постепенно провалилась во вторую сотню. В паре альянс с Макаровой регулярно приносил выходы в четвертьфиналы и полуфиналы, держа их команду в топ-4 чемпионской гонки. Начала сезон Веснина с выхода в четвертьфинал турнира в Окленде. В парном разряде Открытого чемпионата Австралии Веснина и Макарова добрались до 1/4 финала. На мартовских турнирах в Индиан-Уэлсе и Майами дуэт Весниной и Макаровой доходил до главных титульных матчей в парах, но оба раза они проигрывали паре Саня Мирза и Мартина Хингис.
В конце мая 2015 года Веснина вышла в четвертьфинал в Страсбурге. На Открытом чемпионате Франции в женской паре она доиграла до полуфинала в тандеме с Макаровой. На турнире они сыграли против друг друга в одиночном разряде на стадии третьего раунда, и сильнее оказалась Макарова. После Ролан Гаррос Веснина заняла третье место парного рейтинга. На Уимблдонском турнире россиянки были близки к третьему совместному титулу на турнирах Большого шлема, но вытянув пару сложных матчей в четвертьфинале и полуфинале в схожей ситуации уступили финал Мирзе и Хингис 7:5, 6:7(4), 5:7. На том же Уимблдоне в миксте Веснина и поляк Марцин Матковский добрались до четвертьфинала.
Во второй половине сезона Макарова почти не играла из-за травмы, а альтернативу ей Веснина так и не нашла. Единственный титул она выиграла в октябре на домашнем Кубке Кремля, взяв его в партнёрстве с Дарьей Касаткиной. В конце сезона Веснина сыграла в Праге за сборную России в финале Кубка Федерации против команды Чехии. Она провела решающую парную встречу при счёте 2-2 в паре с Анастасией Павлюченковой и проиграла в трёх сетах Каролине Плишковой и Барборе Стрыцовой.

### 2016—2018 (золото Олимпиады, победа на Уимблдоне и в Индиан-Уэлсе и № 1 в парах)
На Открытом чемпионате Австралии 2016 года Веснина завоевала титул в миксте в паре с бразильцем Бруно Соаресом. В финале они обыграли Коко Вандевеге и Хорию Текэу 6:4, 4:6, [10:5]. В феврале 2016 года на турнире серии Премьер 5 в Дохе Веснина впервые за последние три года одержала победу над теннисисткой топ-10 — № 3 в мире Симоной Халеп (6:7(1), 6:4, 6:1). Затем в третьем раунде она переиграла Каролину Возняцки и вышла в четвертьфинал. На этом же турнире в четвертьфинале в паре с Дарьей Касаткиной Веснина прервала победную 41-матчевую серию дуэта Хингис—Мирза. В апреле Веснина сыграла первый одиночный финал в Туре с 2013 года. Ей удалось пройти в решающий матч на Премьер-турнире в Чарлстоне, где в борьбе за чемпионство россиянка проиграла Слоан Стивенс 6:7(4), 2:6. К маю Веснина вернула себе место в топ-50.
Также в мае 2016 года с турнира в Мадриде воссоединилась пара с Макаровой. Уже на первом совместном турнире они прошли в полуфинал. Затем смогли выйти в финал на крупном турнире в Риме b добраться до финала на Ролан Гаррос. В титульном матч на кортах Парижа россиянки не смогли обыграть француженок Каролин Гарсию и Кристину Младенович (3:6, 6:2, 4:6). В миксте Веснина вышла в четвертьфинал в дуэте с Соаресом. За неделю до Большого шлема в Париже Веснина сыграла в четвертьфинале турнира в Страсбурге в одиночках. В июне она вышла в четвертьфинал травяного турнира в Истборне. В июле на Уимблдонском турнире Веснина впервые вышла в полуфинал Большого шлема в одиночном разряде, где проиграла Серене Уильямс, взяв всего два гейма в первом сете. На Уимблдоне до 1/4 финала ей удалось дойти в парах в команде с Макаровой.
В конце июля Веснина и Макарова выиграли парные соревнования премьер-турнира в Монреале. В августе на Олимпийском турнире в Рио-де-Жанейро пара Веснина и Макарова принесли своей стране первое золото в парном теннисе на Олимпийских играх. В финале они обыграли представительниц Швейцарии Тимею Бачински и Мартину Хингис.
| Стадия  | Соперницы (посев)                            | Счёт       |
| 1 раунд | Анастасия Родионова Арина Родионова (WC)     | 6-4 6-4    |
| 2 раунд | Кристина-Андрея Миту Йоана Ралука Олару (WC) | 6-1 6-4    |
| 1/4     | Гарбинье Мугуруса Карла Суарес Наварро (4)   | 6-3 6-4    |
| 1/2     | Барбора Стрыцова Луция Шафаржова             | 7-6(7) 6-4 |
| Финал   | Тимея Бачински Мартина Хингис (5)            | 6-4 6-4    |

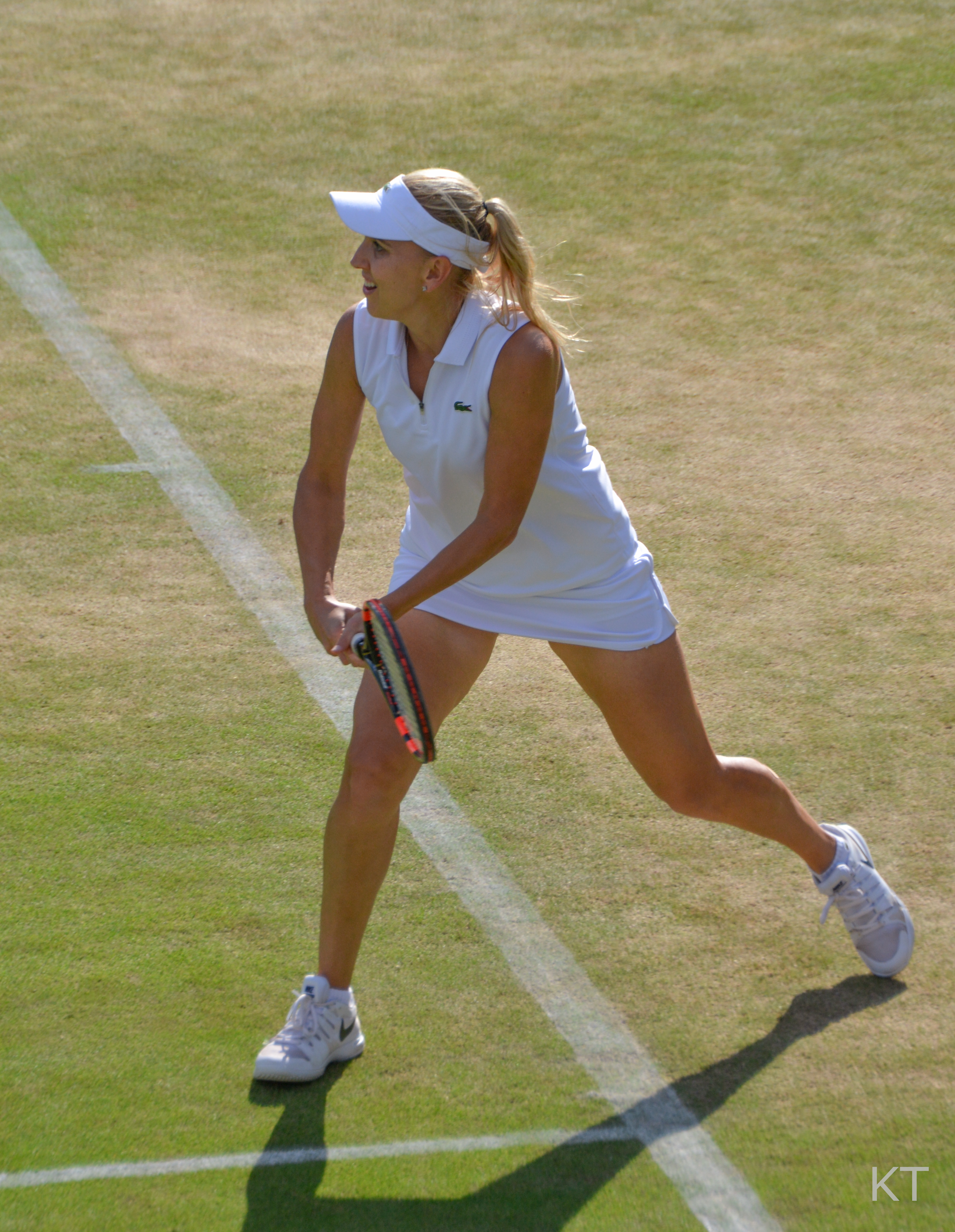
Веснина на Уимблдонском турнире 2016 года

На подготовительном к Открытому чемпионату США 2016 года турнире в Нью-Хейвене Веснина вышла в четвертьфинал и участвовала на этом турнире уже в качестве игрока топ-20 одиночного рейтинга. На американском Большом шлеме ей в третьем раунде досталась Карла Суарес Наварро, которой Елена проиграла в двух сетах. В парном же разряде совместно с Макаровой она вышла в полуфинал. В конце сезона Веснина и Макарова стали победительницами Итогового турнира в парном разряде. В финале российские теннисистки переиграли Бетани Маттек-Сандс и Луцию Шафаржову со счётом 766(5), 663. В одиночном рейтинге Веснина завершила год 16-й, а в парном закончила на 6-м месте.
В начале 2017 года Веснина и Макарова вышли в парный финал турнира в Брисбене. На Открытом чемпионате Австралии они вышли в четвертьфинал, а в одиночном разряде Елена прошла в третий раунд. После Австралии Веснина смогла выйти в четвертьфинал зального турнира в Санкт-Петербурге. В феврале в Дубае Веснина и Макарова выиграли парный титул. В марте Веснина уже в одиночном разряде триумфально выступила на Премьер-турнире высшей категории в Индиан-Уэлсе. До этого она на этом турнире трижды побеждала в парном разряде, а на этот раз ей удалось выиграть и одиночные соревнования. В первых раундах она прошла Шелби Роджерс, Тимею Бабош и вторую ракетку мира Анжелику Кербер (6:3, 6:3). В 1/4 финала Веснина прошла американку Винус Уильямс — 6:2, 4:6, 6:3. В борьбе за выход в финал она победила Кристину Младенович — 6:3, 6:4. В решающем матче Веснина сыграла против ещё одной россиянки Светланы Кузнецовой и победила со счётом 6:7(6), 7:5, 6:4, взяв самый главный титул в карьере в одиночном разряде. После триумфа в Индиан-Уэлсе 20 марта 2017 года Елена Веснина вошла в Топ-10 Чемпионской гонки WTA, заняв шестую строку, а в одиночной классификации WTA поднялась на самую высокую в своей карьере 13-е место.
В мае в Риме Веснина и Макарова смогли выйти в финал. На Открытом чемпионате Франции их дуэт вышел в четвертьфинал, а в одиночном разряде Веснина доиграла до третьего раунда. В июле Веснина и Макарова смогли выиграть Уимблдонский турнир. Этот титул стал третьим на Большом шлеме для российского дуэта. В решающем матче они всухую разгромили пару Моника Никулеску и Чжань Хаоцин. В парном рейтинге Веснина поднялась на третью строчку. На Уимблдоне также сумела выйти в полуфинал в миксте в паре Соаресом.
| Стадия  | Соперницы (посев)                             | Счёт        |
| 1 раунд | Карина Виттхёфт Варвара Лепченко              | 6-2 6-2     |
| 2 раунд | Осеан Додан Татьяна Мария                     | 6-4 6-3     |
| 3 раунд | Андрея Клепач Мария Хосе Мартинес Санчес (15) | 6-4 6-4     |
| 1/4     | Эшли Барти Кейси Деллакква (8)                | 6-4 4-6 6-4 |
| 1/2     | Анна-Лена Грёнефельд Квета Пешке (12)         | 7-5 6-2     |
| Финал   | Моника Никулеску Чжань Хаоцин (9)             | 6-0 6-0     |

В августе 2017 года Веснина и Макарова добились выигрыша турнира серии Премьер 5 в Торонто. На Открытом чемпионате США Елена доиграла до третьего раунда в одиночном и парном разрядах. На Итоговом турнире Веснина и Макарова добрались до полуфинала, где проиграли Кики Бертенс и Юханне Ларссон. Веснина финишировала в парном рейтинге третьей по итогам сезона, а в одиночном разряде второй год подряд в топ-20.
На Открытом чемпионате Австралии 2018 года в женском одиночном разряде Елена Веснина, 16-я сеянная, не смогла пройти дальше второго круга. В парном разряде вместе с Екатериной Макаровой она остановилась в шаге от завоевания «золотого карьерного шлема» в парном разряде. В финале они проиграли Тимее Бабош из Венгрии и Кристине Младенович из Франции со счётом 4:6, 3:6. Австралия осталась единственной непокоренной россиянками из турниров Большого шлема. как и в 2014 году дошли до финала, но в двух сетах проиграли Тимее Бабош из Венгрии и Кристине Младенович из Франции.
В середине февраля 2018 года на турнире в Дубае, Веснина дошла до четвертьфинала в одиночном разряде, но там уступила соотечественнице Дарье Касаткиной. До этого она обыграла № 6 в мире Елену Остапенко — 6:1, 7:6(6). В марте Веснина и Макарова вышли в парный финал в Индиан-Уэлсе. В мае ещё на одном премьер-турнире высшей категории в Мадриде россиянки взяли титул, обыграв в финале реванш у Бабош и Младенович. Эти результаты позволили россиянкам в июне возглавить парный рейтинг WTA. После Открытого чемпионата Франции Веснина взяла паузу в карьере в связи с беременностью и рождением ребёнка.

### 2021. Возобновление карьеры
В декабре 2020 года Веснина заявила о возобновлении карьеры и начале выступлений после Открытого чемпионата Австралии, начало которого было смещено на 1 февраля из-за пандемии.
Стала серебряным призёром Олимпийских игр в Токио. Администрация Сочи подарила квартиру спортсменке.

### Выступления в Кубке Федерации
Руководство сборной периодически привлекало Веснину в состав национальной команды в Кубке Федерации с 2006 года. Наиболее активный период не только вызовов в тренировочный лагерь, но и игр за команду пришёлся на 2006—2008 года, когда Веснина восемь раз выходила на корт в форме национальной команды. Дважды капитан сборной выставлял Веснину на решающий парный матч: в 2007-м году Веснина и Надежда Петрова одолели в пятой встрече полуфинала турнира американок Винус Уильямс и Лизу Реймонд; а в 2011-году Веснина и Мария Кириленко уступили в решающем матче финала турнира чешкам Квете Пешке и Луции Градецкой. В промежутке между этими событиями при участии Весниной было выиграно два трофея турнира (в 2007 и 2008 годах). В 2015 году она в пятый раз приложила руку к участию сборной в финале турнира, внеся свою долю в полуфинальной победе над немками.
На начало 2020 года Веснина сыграла за сборную в Кубке Федерации 6 одиночных встреч (три победы) и 16 парных (11 побед).
Летом 2021 года на Олимпийских играх в Токио в финале соревнований в миксте пара Анастасия Павлюченкова и Андрей Рублев выиграли у соотечественников Елены Весниной и Аслана Карацева.

## Интересные факты
В сентябре 2021 года у Весниной из дома украли олимпийские медали — золотую и серебряную. Заведено уголовное дело. Вскоре Веснина сообщила, что ей через курьера были возвращены медали.

## Итоговое место в рейтинге WTA по годам
| Год  | Одиночный рейтинг | Парный рейтинг |
| 2021 | 304               | 45             |
| 2018 | 137               | 16             |
| 2017 | 18                | 3              |
| 2016 | 16                | 6              |
| 2015 | 111               | 8              |
| 2014 | 65                | 7              |
| 2013 | 25                | 5              |
| 2012 | 69                | 9              |
| 2011 | 57                | 10             |
| 2010 | 53                | 23             |
| 2009 | 24                | 22             |
| 2008 | 78                | 18             |
| 2007 | 55                | 45             |
| 2006 | 44                | 46             |
| 2005 | 111               | 126            |
| 2004 | 286               | 201            |
| 2003 | 278               | 454            |

## Выступления на турнирах

### Финалы турнировWTAв одиночном разряде (10)

#### Победы (3)
| Легенда: До 2009 года           | Легенда: С 2009 года    |
| ------------------------------- | ----------------------- |
| Турниры Большого шлема (0+3+1)* |                         |
| Олимпиада (0+1)                 |                         |
| Итоговый турнир WTA (0+1)       |                         |
| 1-я категория (0+1)             | Premier Mandatory (1+4) |
| 2-я категория (0)               | Premier 5 (0+3)         |
| 3-я категория (0+2)             | Premier (1+3)           |
| 4-я категория (0)               | International (1+1)     |
| 5-я категория (0)               | International (1+1)     |

| Титулы по покрытиям | Титулы по месту проведения матчей турнира |
| ------------------- | ----------------------------------------- |
| Хард (2+15+1)*      | Зал (0+5)                                 |
| Грунт (0+3)         | Зал (0+5)                                 |
| Трава (1+1)         | Открытый воздух (3+14+1)                  |
| Ковёр (0)           | Открытый воздух (3+14+1)                  |

* количество побед в одиночном разряде + количество побед в парном разряде + количество побед в миксте.
| №  | Дата           | Турнир                  | Покрытие | Соперница в финале | Счёт           |
| 1. | 12 января 2013 | Хобарт, Австралия       | Хард     | Мона Бартель       | 6-3 6-4        |
| 2. | 22 июня 2013   | Истборн, Великобритания | Трава    | Джейми Хэмптон     | 6-2 6-1        |
| 3. | 19 марта 2017  | Индиан-Уэлс, США        | Хард     | Светлана Кузнецова | 6-7(6) 7-5 6-4 |

#### Поражения (7)
| №  | Дата             | Турнир                 | Покрытие | Соперница в финале     | Счёт        |
| 1. | 10 января 2009   | Окленд, Новая Зеландия | Хард     | Елена Дементьева       | 4-6 1-6     |
| 2. | 29 августа 2009  | Нью-Хейвен, США        | Хард     | Каролина Возняцки      | 2-6 4-6     |
| 3. | 1 августа 2010   | Стамбул, Турция        | Хард     | Анастасия Павлюченкова | 7-5 5-7 4-6 |
| 4. | 25 сентября 2010 | Ташкент, Узбекистан    | Хард     | Алла Кудрявцева        | 4-6 4-6     |
| 5. | 10 апреля 2011   | Чарлстон, США          | Грунт    | Каролина Возняцки      | 2-6 3-6     |
| 6. | 5 мая 2012       | Будапешт, Венгрия      | Грунт    | Сара Эррани            | 5-7 4-6     |
| 7. | 10 апреля 2016   | Чарлстон, США (2)      | Грунт    | Слоан Стивенс          | 6-7(4) 2-6  |

### Финалы турнировITFв одиночном разряде (6)

#### Победы (2)
| Легенда:         |
| ---------------- |
| 100.000 USD (0)* |
| 75.000 USD (0)   |
| 50.000 USD (0+1) |
| 25.000 USD (1+2) |
| 10.000 USD (1+3) |

| Титулы по покрытиям | Титулы по месту проведения матчей турнира |
| ------------------- | ----------------------------------------- |
| Хард (0)*           | Зал (0)                                   |
| Грунт (2+6)         | Зал (0)                                   |
| Трава (0)           | Открытый воздух (2+6)                     |
| Ковёр (0)           | Открытый воздух (2+6)                     |

* количество побед в одиночном разряде + количество побед в парном разряде.
| №  | Дата             | Турнир           | Покрытие | Соперница в финале | Счёт    |
| 1. | 6 июля 2003      | Балашиха, Россия | Грунт    | Дарья Чемарда      | 7-5 6-3 |
| 2. | 21 сентября 2003 | Тбилиси, Грузия  | Грунт    | Мария Корытцева    | 6-4 6-3 |

#### Поражения (4)
| №  | Дата            | Турнир            | Покрытие   | Соперница в финале | Счёт        |
| 1. | 6 апреля 2003   | Стамбул, Турция   | Хард       | Магда Михалаке     | 6-4 2-6 2-6 |
| 2. | 24 августа 2003 | Бухарест, Румыния | Грунт      | Антонела Война     | 4-6 6-7(7)  |
| 3. | 5 июня 2005     | Галатина, Италия  | Грунт      | Мария Корытцева    | 3-6 2-6     |
| 4. | 28 октября 2012 | Пуатье, Франция   | Хард (зал) | Моника Пуиг        | 5-7 6-1 5-7 |

### Финалы турниров Большого шлема в парном разряде (11)

#### Победы (3)
| №  | Год  | Турнир                     | Покрытие | Партнёрша          | Соперницы в финале             | Счёт        |
| 1. | 2013 | Открытый чемпионат Франции | Грунт    | Екатерина Макарова | Роберта Винчи Сара Эррани      | 7-5 6-2     |
| 2. | 2014 | Открытый чемпионат США     | Хард     | Екатерина Макарова | Флавия Пеннетта Мартина Хингис | 2-6 6-3 6-2 |
| 3. | 2017 | Уимблдон                   | Трава    | Екатерина Макарова | Моника Никулеску Чжань Хаоцин  | 6-0 6-0     |

#### Поражения (8)
| №  | Год  | Турнир                           | Покрытие | Партнёрша            | Соперницы в финале                              | Счёт           |
| 1. | 2009 | Открытый чемпионат Франции       | Грунт    | Виктория Азаренко    | Анабель Медина Гарригес Вирхиния Руано Паскуаль | 1-6 1-6        |
| 2. | 2010 | Уимблдон                         | Трава    | Вера Звонарёва       | Ваня Кинг Ярослава Шведова                      | 6-7(6) 2-6     |
| 3. | 2011 | Открытый чемпионат Франции (2)   | Грунт    | Саня Мирза           | Андреа Главачкова Луция Градецкая               | 4-6 3-6        |
| 4. | 2014 | Открытый чемпионат Австралии     | Хард     | Екатерина Макарова   | Роберта Винчи Сара Эррани                       | 4-6 6-3 5-7    |
| 5. | 2015 | Уимблдон (2)                     | Трава    | Екатерина Макарова   | Саня Мирза Мартина Хингис                       | 7-5 6-7(4) 5-7 |
| 6. | 2016 | Открытый чемпионат Франции (3)   | Грунт    | Екатерина Макарова   | Каролин Гарсия Кристина Младенович              | 3-6 6-2 4-6    |
| 7. | 2018 | Открытый чемпионат Австралии (2) | Хард     | Екатерина Макарова   | Тимея Бабош Кристина Младенович                 | 4-6 3-6        |
| 8. | 2021 | Уимблдон (3)                     | Трава    | Вероника Кудерметова | Элизе Мертенс Се Шувэй                          | 6-3 5-7 7-9    |

### Финалы Итогового турнираWTAв парном разряде (2)

#### Победы (1)
| №  | Год  | Место    | Покрытие   | Партнёрша          | Соперницы в финале                  | Счёт       |
| 1. | 2016 | Сингапур | Хард (зал) | Екатерина Макарова | Бетани Маттек-Сандс Луция Шафаржова | 7-6(5) 6-3 |

#### Поражения (1)
| №  | Год  | Турнир          | Покрытие   | Партнёрша          | Соперницы в финале | Счёт    |
| 1. | 2013 | Стамбул, Турция | Хард (зал) | Екатерина Макарова | Пэн Шуай Се Шувэй  | 4-6 5-7 |

### Финалы Олимпийских турниров в женском парном разряде (1)

#### Победы (1)
| №  | Дата | Турнир                   | Покрытие | Партнёрша          | Соперницы в финале            | Счёт    |
| 1. | 2016 | Рио-де-Жанейро, Бразилия | Хард     | Екатерина Макарова | Тимея Бачински Мартина Хингис | 6-4 6-4 |

### Финалы турнировWTAв парном разряде (45)

#### Победы (19)
| №   | Дата            | Турнир                     | Покрытие   | Партнёрша           | Соперницы в финале                              | Счёт              |
| 1.  | 6 ноября 2005   | Квебек, Канада             | Хард (зал) | Анастасия Родионова | Лига Декмейере Эшли Харклроуд                   | 6-7(4) 6-4 6-2    |
| 2.  | 13 января 2007  | Хобарт, Австралия          | Хард       | Елена Лиховцева     | Анабель Медина Гарригес Вирхиния Руано Паскуаль | 2-6 6-1 6-2       |
| 3.  | 23 апреля 2008  | Индиан-Уэлс, США           | Хард       | Динара Сафина       | Чжэн Цзе Янь Цзы                                | 6-1 1-6 10-8      |
| 4.  | 19 марта 2011   | Индиан-Уэлс, США (2)       | Хард       | Саня Мирза          | Бетани Маттек-Сандс Меган Шонесси               | 6-0 7-5           |
| 5.  | 10 апреля 2011  | Чарлстон, США              | Грунт      | Саня Мирза          | Бетани Маттек-Сандс Меган Шонесси               | 6-4 6-4           |
| 6.  | 16 октября 2011 | Линц, Австрия              | Хард (зал) | Марина Эракович     | Юлия Гёргес Анна-Лена Грёнефельд                | 7-5 6-1           |
| 7.  | 6 октября 2012  | Пекин, Китай               | Хард       | Екатерина Макарова  | Нурия Льягостера Вивес Саня Мирза               | 7-5 7-5           |
| 8.  | 21 октября 2012 | Москва, Россия             | Хард (зал) | Екатерина Макарова  | Мария Кириленко Надежда Петрова                 | 6-3 1-6 [10-8]    |
| 9.  | 16 марта 2013   | Индиан-Уэлс, США (3)       | Хард       | Екатерина Макарова  | Надежда Петрова Катарина Среботник              | 6-0 5-7 [10-6]    |
| 10. | 9 июня 2013     | Открытый чемпионат Франции | Грунт      | Екатерина Макарова  | Роберта Винчи Сара Эррани                       | 7-5 6-2           |
| 11. | 6 сентября 2014 | Открытый чемпионат США     | Хард       | Екатерина Макарова  | Флавия Пеннетта Мартина Хингис                  | 2-6 6-3 6-2       |
| 12. | 24 октября 2015 | Москва, Россия (2)         | Хард (зал) | Дарья Касаткина     | Ирина-Камелия Бегу Моника Никулеску             | 6-3 6-7(7) [10-5] |
| 13. | 31 июля 2016    | Монреаль, Канада           | Хард       | Екатерина Макарова  | Моника Никулеску Симона Халеп                   | 6-3 7-6(5)        |
| 14. | 14 августа 2016 | Олимпиада                  | Хард       | Екатерина Макарова  | Тимея Бачински Мартина Хингис                   | 6-4 6-4           |
| 15. | 30 октября 2016 | Финал тура WTA             | Хард (зал) | Екатерина Макарова  | Бетани Маттек-Сандс Луция Шафаржова             | 7-6(5) 6-3        |
| 16. | 25 февраля 2017 | Дубай, ОАЭ                 | Хард       | Екатерина Макарова  | Андреа Главачкова Пэн Шуай                      | 6-2 4-6 [10-7]    |
| 17. | 15 июля 2017    | Уимблдон                   | Трава      | Екатерина Макарова  | Моника Никулеску Чжань Хаоцин                   | 6-0 6-0           |
| 18. | 13 августа 2017 | Торонто, Канада (2)        | Хард       | Екатерина Макарова  | Анна-Лена Грёнефельд Квета Пешке                | 6-0 6-4           |
| 19. | 12 мая 2018     | Мадрид, Испания            | Грунт      | Екатерина Макарова  | Тимея Бабош Кристина Младенович                 | 2-6 6-4 [10-8]    |

#### Поражения (26)
| №   | Дата             | Турнир                           | Покрытие    | Партнёрша            | Соперницы в финале                              | Счёт              |
| 1.  | 19 февраля 2006  | Бангалор, Индия                  | Хард        | Анастасия Родионова  | Саня Мирза Лизель Хубер                         | 3-6 3-6           |
| 2.  | 24 сентября 2006 | Пекин, Китай                     | Хард        | Анна Чакветадзе      | Вирхиния Руано Паскуаль Паола Суарес            | 2-6 4-6           |
| 3.  | 18 февраля 2007  | Антверпен, Бельгия               | Ковёр (зал) | Елена Лиховцева      | Кара Блэк Лизель Хубер                          | 5-7 6-4 1-6       |
| 4.  | 6 мая 2007       | Варшава, Польша                  | Грунт       | Елена Лиховцева      | Вера Душевина Татьяна Перебийнис                | 5-7 6-3 2-10      |
| 5.  | 13 апреля 2008   | Амелия-Айленд, США               | Грунт       | Виктория Азаренко    | Бетани Маттек Владимира Углиржова               | 3-6 1-6           |
| 6.  | 20 июля 2008     | Станфорд, США                    | Хард        | Вера Звонарёва       | Кара Блэк Лизель Хубер                          | 4-6 3-6           |
| 7.  | 5 июня 2009      | Открытый чемпионат Франции       | Грунт       | Виктория Азаренко    | Анабель Медина Гарригес Вирхиния Руано Паскуаль | 1-6 1-6           |
| 8.  | 3 июля 2010      | Уимблдон                         | Трава       | Вера Звонарёва       | Ваня Кинг Ярослава Шведова                      | 6-7(6) 2-6        |
| 9.  | 3 июня 2011      | Открытый чемпионат Франции (2)   | Грунт       | Саня Мирза           | Андреа Главачкова Луция Градецкая               | 4-6 3-6           |
| 10. | 25 февраля 2012  | Дубай, ОАЭ                       | Хард        | Саня Мирза           | Лиза Реймонд Лизель Хубер                       | 2-6 1-6           |
| 11. | 17 марта 2012    | Индиан-Уэлс, США                 | Хард        | Саня Мирза           | Лиза Реймонд Лизель Хубер                       | 2-6 3-6           |
| 12. | 13 мая 2012      | Мадрид, Испания                  | Грунт       | Екатерина Макарова   | Роберта Винчи Сара Эррани                       | 1-6 6-3 [4-10]    |
| 13. | 20 мая 2012      | Рим, Италия                      | Грунт       | Екатерина Макарова   | Роберта Винчи Сара Эррани                       | 2-6 5-7           |
| 14. | 27 октября 2013  | Итоговый чемпионат WTA           | Хард (зал)  | Екатерина Макарова   | Пэн Шуай Се Шувэй                               | 4-6 5-7           |
| 15. | 24 января 2014   | Открытый чемпионат Австралии     | Хард        | Екатерина Макарова   | Роберта Винчи Сара Эррани                       | 4-6 6-3 5-7       |
| 16. | 30 марта 2014    | Майами, США                      | Хард        | Екатерина Макарова   | Сабина Лисицки Мартина Хингис                   | 6-4 4-6 [5-10]    |
| 17. | 21 марта 2015    | Индиан-Уэлс, США (2)             | Хард        | Екатерина Макарова   | Саня Мирза Мартина Хингис                       | 3-6 4-6           |
| 18. | 5 апреля 2015    | Майами, США (2)                  | Хард        | Екатерина Макарова   | Саня Мирза Мартина Хингис                       | 5-7 1-6           |
| 19. | 11 июля 2015     | Уимблдон (2)                     | Трава       | Екатерина Макарова   | Саня Мирза Мартина Хингис                       | 7-5 6-7(4) 5-7    |
| 20. | 15 мая 2016      | Рим, Италия (2)                  | Грунт       | Екатерина Макарова   | Саня Мирза Мартина Хингис                       | 1-6 7-6(5) [3-10] |
| 21. | 5 июня 2016      | Открытый чемпионат Франции (3)   | Грунт       | Екатерина Макарова   | Каролин Гарсия Кристина Младенович              | 3-6 6-2 4-6       |
| 22. | 7 января 2017    | Брисбен, Австралия               | Хард        | Екатерина Макарова   | Саня Мирза Бетани Маттек-Сандс                  | 2-6 3-6           |
| 23. | 21 мая 2017      | Рим, Италия (3)                  | Грунт       | Екатерина Макарова   | Мартина Хингис Чжань Юнжань                     | 5-7 6-7(4)        |
| 24. | 26 января 2018   | Открытый чемпионат Австралии (2) | Хард        | Екатерина Макарова   | Тимея Бабош Кристина Младенович                 | 4-6 3-6           |
| 25. | 17 марта 2018    | Индиан-Уэлс, США (3)             | Хард        | Екатерина Макарова   | Се Шувэй Барбора Стрыцова                       | 4-6 4-6           |
| 26. | 10 июля 2021     | Уимблдон (3)                     | Трава       | Вероника Кудерметова | Элизе Мертенс Се Шувэй                          | 6-3 5-7 7-9       |

### Финалы турнировITFв парном разряде (6)

#### Победы (6)
| №  | Дата             | Турнир            | Покрытие | Партнёрша         | Соперницы в финале                        | Счёт    |
| 1. | 6 июля 2003      | Балашиха, Россия  | Грунт    | Дарья Чемарда     | Ирина Коткина Ирина Курьянович            | 7-5 6-4 |
| 2. | 17 августа 2003  | Бухарест, Румыния | Грунт    | Анна Бастрикова   | Габриэла Никулеску Моника Никулеску       | 6-4 6-4 |
| 3. | 24 августа 2003  | Бухарест, Румыния | Грунт    | Анна Бастрикова   | Николь Слеричо Ирина Смирнова             | 6-1 6-1 |
| 4. | 13 июня 2004     | Марсель, Франция  | Грунт    | Шахар Пеер        | Кончита Мартинес Гранадос Кильдин Шевалье | 6-1 6-1 |
| 5. | 5 сентября 2004  | Балашиха, Россия  | Грунт    | Мария Головизнина | Елена Антипина Алла Кудрявцева            | 7-5 6-4 |
| 6. | 19 сентября 2004 | Тбилиси, Грузия   | Грунт    | Дарья Кустова     | Екатерина Кожохина Мария Кондратьева      | 6-2 6-4 |

### Финалы турниров Большого шлема в смешанном парном разряде (5)

#### Победы (1)
| №  | Год  | Турнир                       | Покрытие | Партнёрша    | Соперники в финале         | Счёт           |
| 1. | 2016 | Открытый чемпионат Австралии | Хард     | Бруно Соарес | Коко Вандевеге Хория Текэу | 6-4 4-6 [10-5] |

#### Поражения (4)
| №  | Год  | Турнир                       | Покрытие | Партнёр       | Соперники в финале              | Счёт           |
| 1. | 2011 | Уимблдон                     | Трава    | Махеш Бхупати | Ивета Бенешова Юрген Мельцер    | 3-6 2-6        |
| 2. | 2012 | Открытый чемпионат Австралии | Хард     | Леандер Паес  | Бетани Маттек-Сандс Хория Текэу | 3-6 7-5 [3-10] |
| 3. | 2012 | Уимблдон (2)                 | Трава    | Леандер Паес  | Лиза Реймонд Майк Брайан        | 3-6 7-5 4-6    |
| 4. | 2021 | Открытый чемпионат Франции   | Грунт    | Аслан Карацев | Дезире Кравчик Джо Солсбери     | 6-2 4-6 [5-10] |

### Финалы Олимпийских турниров в смешанном парном разряде (1)

#### Поражения (1)
| №  | Год  | Турнир        | Покрытие | Партнёр       | Соперники в финале                   | Счёт               |
| 1. | 2021 | Токио, Япония | Хард     | Аслан Карацев | Анастасия Павлюченкова Андрей Рублёв | 3-6 7-6(5) [11-13] |

### Финалы командных турниров (5)

#### Победы (2)
| №  | Год  | Турнир              | Команда                                             | Соперник в финале                | Счёт |
| 1. | 2007 | Кубок Федерации     | Россия А.Чакветадзе,С.Кузнецова,Е.Веснина           | Италия Скьявоне,Сантанжело       | 4-0  |
| 2. | 2008 | Кубок Федерации (2) | Россия В.Звонарёва,С.Кузнецова,Е.Макарова,Е.Веснина | Испания Медина,Суарес,Льягостера | 4-0  |

#### Поражения (3)
| №  | Год  | Турнир              | Команда                                                    | Соперник в финале                                  | Счёт |
| 1. | 2011 | Кубок Федерации     | Россия М.Кириленко, С.Кузнецова, А.Павлюченкова, Е.Веснина | Чехия П.Квитова, Л.Шафаржова, Л.Градецкая, К.Пешке | 2-3  |
| 2. | 2013 | Кубок Федерации (2) | Россия Не играла в финале.                                 | Италия С.Эррани,Р.Винчи,Ф.Пеннетта, К.Кнапп        | 0-4  |
| 3. | 2015 | Кубок Федерации (3) | Россия А.Павлюченкова,М.Шарапова,Е.Веснина                 | Чехия П.Квитова,К.Плишкова,Б.Стрыцова              | 2-3  |

## История выступлений на турнирах
По состоянию на 20 ноября 2023 года
Для того, чтобы предотвратить неразбериху и удваивание счета, информация в этой таблице корректируется только по окончании турнира или по окончании участия там данного игрока.
| Турнир                                | 2005                 | 2006                 | 2007                 | 2008                 | 2009                                | 2010                                | 2011                                | 2012                                | 2013                                | 2014                                | 2015                                | 2016                                | 2017                                | 2018                                | 2021                                | Итог   | В/П за карьеру |
| ------------------------------------- | -------------------- | -------------------- | -------------------- | -------------------- | ----------------------------------- | ----------------------------------- | ----------------------------------- | ----------------------------------- | ----------------------------------- | ----------------------------------- | ----------------------------------- | ----------------------------------- | ----------------------------------- | ----------------------------------- | ----------------------------------- | ------ | -------------- |
| Турниры Большого шлема                |                      |                      |                      |                      |                                     |                                     |                                     |                                     |                                     |                                     |                                     |                                     |                                     |                                     |                                     |        |                |
| Открытый чемпионат Австралии          | -                    | 4Р                   | 2Р                   | 3Р                   | 1Р                                  | 1Р                                  | 1Р                                  | 1Р                                  | 4P                                  | 1P                                  | 1P                                  | К                                   | 3Р                                  | 2Р                                  | -                                   | 0 / 12 | 12-12          |
| Открытый чемпионат Франции            | -                    | 1Р                   | 1Р                   | 1Р                   | 2Р                                  | 1Р                                  | 1Р                                  | 1Р                                  | 1Р                                  | 2Р                                  | 3Р                                  | 2Р                                  | 3Р                                  | 1Р                                  | 3Р                                  | 0 / 14 | 8-14           |
| Уимблдонский турнир                   | -                    | 2Р                   | 3Р                   | 2Р                   | 4Р                                  | 1Р                                  | 2Р                                  | 2Р                                  | 2Р                                  | 2Р                                  | 1Р                                  | 1/2                                 | 2Р                                  | -                                   | 2Р                                  | 0 / 13 | 18-13          |
| Открытый чемпионат США                | К                    | 1Р                   | 1Р                   | 2Р                   | 3Р                                  | 1Р                                  | 1Р                                  | 2Р                                  | 2Р                                  | 3Р                                  | 2Р                                  | 3Р                                  | 3Р                                  | -                                   | -                                   | 0 / 12 | 12-12          |
| Итог                                  | 0 / 0                | 0 / 4                | 0 / 4                | 0 / 4                | 0 / 4                               | 0 / 4                               | 0 / 4                               | 0 / 4                               | 0 / 4                               | 0 / 4                               | 0 / 4                               | 0 / 3                               | 0 / 4                               | 0 / 2                               | 0 / 2                               | 0 / 51 |                |
| В/П в сезоне                          | 0-0                  | 4-4                  | 3-4                  | 4-4                  | 6-4                                 | 0-4                                 | 1-4                                 | 2-4                                 | 5-4                                 | 4-4                                 | 3-4                                 | 8-3                                 | 7-4                                 | 1-2                                 | 2-2                                 |        | 50-51          |
| Итоговые турниры                      |                      |                      |                      |                      |                                     |                                     |                                     |                                     |                                     |                                     |                                     |                                     |                                     |                                     |                                     |        |                |
| Турнир чемпионок WTA/Трофей элиты WTA | Не проводился        | Не проводился        | Не проводился        | Не проводился        | -                                   | -                                   | -                                   | -                                   | Группа                              | -                                   | -                                   | -                                   | Группа                              | -                                   | НП                                  | 0 / 2  | 2-3            |
| Турниры WTA 1000                      |                      |                      |                      |                      |                                     |                                     |                                     |                                     |                                     |                                     |                                     |                                     |                                     |                                     |                                     |        |                |
| Индиан-Уэлс                           | -                    | 1Р                   | -                    | 2Р                   | 3Р                                  | -                                   | 1Р                                  | 2Р                                  | 3Р                                  | 2Р                                  | 2Р                                  | К                                   | П                                   | 3Р                                  | -                                   | 1 / 10 | 13-9           |
| Майами                                | -                    | 3Р                   | 1Р                   | 4Р                   | К                                   | 3Р                                  | 3Р                                  | 1Р                                  | 3Р                                  | 3Р                                  | 2Р                                  | 3Р                                  | 2Р                                  | 2Р                                  | -                                   | 0 / 12 | 13-12          |
| Мадрид                                | Не проводился        | Не проводился        | Не проводился        | Не проводился        | 3Р                                  | 1Р                                  | 2Р                                  | 1Р                                  | 1Р                                  | 1Р                                  | К                                   | 2Р                                  | 1Р                                  | 1Р                                  | 1Р                                  | 0 / 10 | 4-10           |
| Пекин                                 | Не Premier Mandatory | Не Premier Mandatory | Не Premier Mandatory | Не Premier Mandatory | 1Р                                  | 3Р                                  | -                                   | 3Р                                  | 1Р                                  | -                                   | К                                   | 1Р                                  | 3Р                                  | -                                   | НП                                  | 0 / 6  | 6-6            |
| Турниры WTA Premier 5                 |                      |                      |                      |                      |                                     |                                     |                                     |                                     |                                     |                                     |                                     |                                     |                                     |                                     |                                     |        |                |
| Доха / Дубай                          | Не 1К                | Не 1К                | Не 1К                | 1Р                   | 1/4                                 | 1Р                                  | 1Р                                  | 1Р                                  | -                                   | -                                   | 1Р                                  | 1/4                                 | 3Р                                  | 1Р                                  | -                                   | 0 / 9  | 7-9            |
| Рим                                   | -                    | -                    | К                    | 1Р                   | 2Р                                  | 1Р                                  | 3Р                                  | -                                   | 1Р                                  | 2Р                                  | 1Р                                  | К                                   | 1Р                                  | 2Р                                  | К                                   | 0 / 9  | 5-9            |
| Монреаль / Торонто                    | К                    | К                    | -                    | 1Р                   | 1Р                                  | -                                   | 1Р                                  | -                                   | 1Р                                  | 2Р                                  | К                                   | 1Р                                  | 2Р                                  | -                                   | -                                   | 0 / 7  | 2-7            |
| Цинциннати                            | Не 1 категория       | Не 1 категория       | Не 1 категория       | Не 1 категория       | 1Р                                  | 3Р                                  | 1Р                                  | -                                   | 3Р                                  | К                                   | К                                   | -                                   | 2Р                                  | -                                   | -                                   | 0 / 5  | 5-5            |
| Ухань                                 | Не проводился        | Не проводился        | Не проводился        | Не проводился        | Не проводился                       | Не проводился                       | Не проводился                       | Не проводился                       | Не проводился                       | -                                   | -                                   | -                                   | 3Р                                  | -                                   | НП                                  | 0 / 1  | 2-1            |
| Токио                                 | -                    | -                    | 1Р                   | -                    | 3Р                                  | -                                   | -                                   | -                                   | 1Р                                  | Не турнир старшей премьер-категории | Не турнир старшей премьер-категории | Не турнир старшей премьер-категории | Не турнир старшей премьер-категории | Не турнир старшей премьер-категории | Не турнир старшей премьер-категории | 0 / 3  | 2-3            |
| Прочие бывшие турниры 1 категории WTA |                      |                      |                      |                      |                                     |                                     |                                     |                                     |                                     |                                     |                                     |                                     |                                     |                                     |                                     |        |                |
| Чарлстон                              | -                    | 1Р                   | 1Р                   | 1Р                   | Не турнир старшей премьер-категории | Не турнир старшей премьер-категории | Не турнир старшей премьер-категории | Не турнир старшей премьер-категории | Не турнир старшей премьер-категории | Не турнир старшей премьер-категории | Не турнир старшей премьер-категории | Не турнир старшей премьер-категории | Не турнир старшей премьер-категории | Не турнир старшей премьер-категории | Не турнир старшей премьер-категории | 0 / 1  | 0-3            |
| Москва                                | К                    | 2Р                   | 2Р                   | 1Р                   | Не турнир старшей премьер-категории | Не турнир старшей премьер-категории | Не турнир старшей премьер-категории | Не турнир старшей премьер-категории | Не турнир старшей премьер-категории | Не турнир старшей премьер-категории | Не турнир старшей премьер-категории | Не турнир старшей премьер-категории | Не турнир старшей премьер-категории | Не турнир старшей премьер-категории | Не турнир старшей премьер-категории | 0 / 3  | 2-3            |
| Берлин                                | -                    | 1Р                   | 1Р                   | 1Р                   | Не проводился                       | Не проводился                       | Не проводился                       | Не проводился                       | Не проводился                       | Не проводился                       | Не проводился                       | Не проводился                       | Не проводился                       | Не проводился                       | Не проводился                       | 0 / 3  | 0-3            |
| Цюрих                                 | -                    | -                    | К                    | Н1К                  | Не проводился                       | Не проводился                       | Не проводился                       | Не проводился                       | Не проводился                       | Не проводился                       | Не проводился                       | Не проводился                       | Не проводился                       | Не проводился                       | Не проводился                       | 0 / 0  | 0-0            |
| Сан-Диего                             | -                    | 2Р                   | -                    | НП                   | НП                                  | NM5                                 | NM5                                 | NM5                                 | NM5                                 | Не проводился                       | Не проводился                       | Не проводился                       | Не проводился                       | Не проводился                       | Не проводился                       | 0 / 1  | 1-1            |
| Статистика за карьеру                 |                      |                      |                      |                      |                                     |                                     |                                     |                                     |                                     |                                     |                                     |                                     |                                     |                                     |                                     |        |                |
| Проведено финалов                     | 0                    | 0                    | 0                    | 0                    | 2                                   | 2                                   | 1                                   | 1                                   | 2                                   | 0                                   | 0                                   | 1                                   | 1                                   | 0                                   | 0                                   | 10     |                |
| Выиграно турниров                     | 0                    | 0                    | 0                    | 0                    | 0                                   | 0                                   | 0                                   | 0                                   | 2                                   | 0                                   | 0                                   | 0                                   | 1                                   | 0                                   | 0                                   | 3      |                |
| В/П: всего                            | 6-6                  | 20-24                | 19-22                | 12-19                | 31-20                               | 22-22                               | 18-21                               | 14-17                               | 30-20                               | 18-20                               | 7-10                                | 26-13                               | 28-21                               | 8-11                                | 3-5                                 |        | 419-341        |
| Σ % побед                             | 50 %                 | 45 %                 | 46 %                 | 39 %                 | 61 %                                | 50 %                                | 46 %                                | 45 %                                | 60 %                                | 47 %                                | 41 %                                | 67 %                                | 57 %                                | 42 %                                | 38 %                                |        | 55 %           |

К — проигрыш в квалификационном турнире.
| Турнир                       | 2006  | 2007  | 2008  | 2009          | 2010          | 2011          | 2012  | 2013          | 2014          | 2015          | 2016  | 2017          | 2018          | 2021  | Итог   | В/П за карьеру |
| ---------------------------- | ----- | ----- | ----- | ------------- | ------------- | ------------- | ----- | ------------- | ------------- | ------------- | ----- | ------------- | ------------- | ----- | ------ | -------------- |
| Турниры Большого шлема       |       |       |       |               |               |               |       |               |               |               |       |               |               |       |        |                |
| Открытый чемпионат Австралии | 1Р    | 1Р    | 2Р    | 3Р            | 3Р            | 2Р            | 1/2   | 1/2           | Ф             | 1/4           | 3Р    | 1/4           | Ф             | -     | 0 / 13 | 31-13          |
| Открытый чемпионат Франции   | 1/4   | 1Р    | 2Р    | Ф             | 3Р            | Ф             | 1/4   | П             | 2Р            | 1/2           | Ф     | 1/4           | 1Р            | 1Р    | 1 / 14 | 38-13          |
| Уимблдонский турнир          | 1Р    | 3Р    | 2Р    | 3Р            | Ф             | 1/2           | 1/4   | 3Р            | 3Р            | Ф             | 1/4   | П             | -             | Ф     | 1 / 13 | 39-12          |
| Открытый чемпионат США       | 3Р    | 1Р    | 2Р    | 1/4           | 1/4           | 3Р            | 3Р    | 1/4           | П             | 2Р            | 1/2   | 3Р            | -             | -     | 1 / 12 | 29-11          |
| Итог                         | 0 / 4 | 0 / 4 | 0 / 4 | 0 / 4         | 0 / 4         | 0 / 4         | 0 / 4 | 1 / 4         | 1 / 4         | 0 / 4         | 0 / 4 | 1 / 4         | 0 / 2         | 0 / 2 | 3 / 52 |                |
| В/П в сезоне                 | 5-4   | 2-4   | 4-4   | 12-4          | 11-4          | 12-4          | 12-4  | 15-3          | 11-3          | 13-4          | 14-4  | 14-3          | 5-2           | 5-2   |        | 136-49         |
| Олимпийские игры             |       |       |       |               |               |               |       |               |               |               |       |               |               |       |        |                |
| Летняя олимпиада             | НП    | НП    | 1/4   | Не проводился | Не проводился | Не проводился | 1/4   | Не проводился | Не проводился | Не проводился | П     | Не проводился | Не проводился | 1/2   | 1 / 4  | 12-4           |
| 'Итоговые турниры            |       |       |       |               |               |               |       |               |               |               |       |               |               |       |        |                |
| Итоговый турнир WTA          | -     | -     | -     | -             | -             | -             | -     | Ф             | 1/4           | -             | П     | 1/2           | -             | -     | 1 / 4  | 5-3            |

| Турнир                       | 2007          | 2008          | 2009          | 2010          | 2011          | 2012  | 2013          | 2014          | 2015          | 2016  | 2017  | 2021  | Итог   | В/П за карьеру |
| ---------------------------- | ------------- | ------------- | ------------- | ------------- | ------------- | ----- | ------------- | ------------- | ------------- | ----- | ----- | ----- | ------ | -------------- |
| Турниры Большого шлема       |               |               |               |               |               |       |               |               |               |       |       |       |        |                |
| Открытый чемпионат Австралии | -             | -             | 1Р            | 1/4           | 1Р            | Ф     | 2P            | 2P            | -             | П     | -     | -     | 1 / 7  | 13-6           |
| Открытый чемпионат Франции   | 1Р            | 1Р            | 2Р            | 2Р            | 2Р            | 1/2   | 1Р            | -             | 1Р            | 1/4   | -     | Ф     | 0 / 10 | 11-10          |
| Уимблдонский турнир          | 2Р            | 1Р            | 3Р            | 2Р            | Ф             | Ф     | -             | -             | 1/4           | 2Р    | 1/2   | -     | 0 / 9  | 14-8           |
| Открытый чемпионат США       | -             | 2Р            | -             | 2Р            | 1/2           | 1/4   | -             | -             | -             | -     | -     | -     | 0 / 4  | 7-3            |
| Итог                         | 0 / 2         | 0 / 3         | 0 / 3         | 0 / 4         | 0 / 4         | 0 / 4 | 0 / 2         | 0 / 1         | 0 / 2         | 1 / 3 | 0 / 1 | 0 / 1 | 1 / 30 |                |
| В/П в сезоне                 | 0-2           | 1-3           | 2-3           | 4-4           | 8-3           | 13-4  | 1-2           | 1-1           | 2-2           | 7-1   | 3-1   | 3-1   |        | 45-27          |
| Олимпийские игры             |               |               |               |               |               |       |               |               |               |       |       |       |        |                |
| Летняя олимпиада             | Не проводился | Не проводился | Не проводился | Не проводился | Не проводился | 1Р    | Не проводился | Не проводился | Не проводился | -     | НП    | Ф     | 0 / 2  | 3-2            |

## Награды
- Орден Дружбы (25 августа 2016 года) — за высокие спортивные достижения на Играх XXXI Олимпиады 2016 года в городе Рио-де-Жанейро (Бразилия), проявленные волю к победе и целеустремленность[19].
- Медаль ордена «За заслуги перед Отечеством» I степени (11 августа 2021 года) — за большой вклад в развитие отечественного спорта, высокие спортивные достижения, волю к победе, стойкость и целеустремленность, проявленные на Играх XXXII Олимпиады 2020 года в городе Токио (Япония)[20].
- Медаль «За вклад в развитие международного военного сотрудничества» (Минобороны России) (2021)[21].
- Заслуженный мастер спорта России (2008)